# Daniel Whitehouse
Daniel Whitehouse (Mánchester, 12 de enero de 1995) es un ciclista británico que compite con el equipo St George Continental Cycling Team.

## Palmarés
2016
- Tour de Flores, más 1 etapa[2]

2017
- 1 etapa del Tour de Filipinas
- 1 etapa del Tour de Flores[3]
- 1 etapa del Tour de Singkarak